# William Donald Schaefer

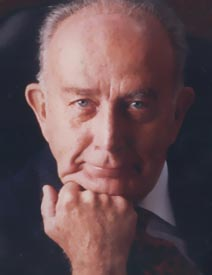
William Donald Schaefer (1990)

William Donald Schaefer (* 2. November 1921 in Baltimore, Maryland; † 18. April 2011 in Catonsville, Baltimore County, Maryland) war ein US-amerikanischer Politiker. Er war von 1987 bis 1995 Gouverneur des Bundesstaates Maryland.

## Leben
Schaefer besuchte die Grundschule in seiner Heimatstadt Baltimore und danach bis 1939 das Baltimore City College. Anschließend studierte er an der University of Baltimore Jura. Seine Ausbildung wurde durch den Zweiten Weltkrieg unterbrochen, an dem er als Offizier der US Army teilnahm. Er war zwischen 1942 und 1945 in der Verwaltung von Militärkrankenhäusern in England und anderen europäischen Ländern eingesetzt. Schaefer blieb bis 1979 Mitglied der militärischen Reserve und brachte es dort bis zum Oberst.
Nach dem Krieg wurde er Rechtsanwalt in Baltimore. Er schloss sich der Demokratischen Partei an und bewarb sich in den Jahren 1950 und 1954 jeweils erfolglos um ein Mandat im Abgeordnetenhaus von Maryland. Im Jahr 1955 wurde er in den Stadtrat von Baltimore gewählt, dessen Vorsitzender er im Jahr 1967 wurde. Zwischen 1971 und 1987 war er Bürgermeister von Baltimore. In seiner Amtszeit wurde mit Bishop L. Robinson der erste Afroamerikaner Polizeichef dieser Stadt.
Im Jahr 1986 wurde Schaefer zum neuen Gouverneur von Maryland gewählt. Er trat sein neues Amt am 21. Januar 1987 an und konnte es nach einer Wiederwahl im Jahr 1990 bis zum 18. Januar 1995 im Amt ausüben. In seiner Amtszeit wurde der Oriole Park, ein Stadion in Baltimore, erbaut. An den öffentlichen Schulen wurden die Standards erhöht. Damals entstand auch eine elektrifizierte Bahnstrecke, die den Nahverkehr rund um Baltimore verbesserte. Trotz seiner Zugehörigkeit zur Demokratischen Partei unterstützte er bei den Präsidentschaftswahlen 1992 den republikanischen Kandidaten George Bush gegen Bill Clinton.
Nach dem Ende seiner Gouverneurszeit war Schaefer bis 1999 wieder juristisch für eine große Anwaltskanzlei tätig. 1999 bewarb er sich dann um die Position als Leiter des Rechnungshofes von Maryland (State Comptroller). Dieses Amt hatte der im Jahr zuvor verstorbene Louis L. Goldstein seit 1959 innegehabt. Schaefer setzte sich deutlich gegen den Republikaner Mark Epstein durch und wurde, als ehemaliger Gouverneur immer noch mit großer Popularität ausgestattet, 2002 mit großer Mehrheit wiedergewählt. Im Jahr 2006 strebte er eine dritte Amtszeit an, verlor jedoch die Primary der Demokraten gegen den später auch bei der eigentlichen Wahl siegreichen Peter Franchot und schied damit aus dem politischen Leben aus.